# 러브 라이브! 선샤인!! 더 스쿨 아이돌 무비 오버 더 레인보우
《러브 라이브! 선샤인!! 더 스쿨 아이돌 무비 오버 더 레인보우》(ラブライブ!サンシャイン!! The School Idol Movie Over the Rainbow, 영어: Love Live! Sunshine!! The School Idol Movie Over the Rainbow)는 2019년 1월에 개봉한 일본의 음악, 애니메이션 영화이다. 사카이 카즈오가 감독을, 하나다 쥬키가 각본을 맡았다. 일본에서는 2019년 1월 4일에, 대한민국에서는 2019년 2월 14일에 개봉되었다.

## 줄거리
우라노호시 여고의 스쿨 아이돌로서 참가하는 마지막 '러브라이브!'에서 멋지게 우승을 따낸 Aqours. 새로운 학교로 편입할 준비를 하던 1, 2학년들에게 예상 밖의 트러블이 연발한다? 게다가 졸업 여행을 떠난 3학년들(쿠로사와 다이아,오하라 마리,마츠우라 카난)이 행방불명?! 멀리 떨어진 후에야 처음으로 깨달은 서로의 빈 자리. 새로운 한 걸음을 내딛기 위해, Aqours가 도달한 결론은 무엇일까?

## 출연진
- 이나미 안쥬 - 타카미 치카 목소리 역
- 아이다 리카코 - 사쿠라우치 리코 목소리 역
- 스와 나나카 - 마츠우라 카난 목소리 역
- 코미야 아리사 - 쿠로사와 다이아 목소리 역
- 사이토 슈카 - 와타나베 요우 목소리 역
- 코바야시 아이카 - 츠시마 요시코 목소리 역
- 타카츠키 카나코 - 쿠니키다 하나마루 목소리 역
- 스즈키 아이나 - 오하라 마리 목소리 역
- 후리하타 아이 - 쿠로사와 루비 목소리 역

## 기타
대한민국에서는 2711명의 관객수를 기록했으며, 제23회 서울 국제 만화 애니메이션 페스티벌 싱어록 부문 초청작으로 상영 되었다.